# Nicolas de Rochelée
Nicolas De Rochelée (Amay, 5 februari 1773 - 26 augustus 1822) was een Zuid-Nederlands edelman.

## Levensloop en nakomelingen
- Nicolas de Rochelée was een zoon van Florent-Gérard de Rochelée, heer van Amay en van Marie-Elisabeth Le Charlier. Hij was de laatste heer van Amay en werd in de Franse tijd maire van Fize-Fontaine. Hij trouwde in 1801 met Anne de Ville de Goyet (1769-1802), een huwelijk dat kinderloos bleef. Hij hertrouwde in 1811 met Aimée Parfait de Villereau (1787-1869). Ze hadden drie kinderen die nog minderjarig waren toen hij overleed. In 1816, ten tijde van het Verenigd Koninkrijk der Nederlanden, werd hij erkend in de erfelijke adel, met de persoonlijke titel baron en met benoeming in de Ridderschap van de provincie Luik.
  - Désiré de Rochelée (1817-1867) trouwde met Flore Halloy (1834-1878).
    - Charles-Désiré de Rochelée (1854-1904) trouwde met Marie-Pauline Streel (1861-1930).
      - Désiré-Léopold de Rochelée (1891-1970) trouwde met Simonne Lamarche (1893-1976). Hij was industrieel en vocht in het Belgisch leger tijdens de Eerste en de Tweede Wereldoorlog. Hij trad toe tot het Verzet en was inlichtingsagent voor het netwerk Antoine. In 1924 verkreeg hij de titel baron, overdraagbaar bij eerstgeboorte.
        - Charles de Rochelée (1921-2013) trad toe tot het Geheim Leger. Hij ontvluchtte België en werd oorlogsvrijwilliger in de Brigade Piron. In 1949 trouwde hij met Colette de Limbourg (1927-2010), met afstammelingen tot heden.